# Џуџу Смит Шустер
Џон Шерман „Џуџу” Смит Шустер (енгл. John Sherman "JuJu" Smith-Schuster; Лонг Бич, 22. новембар 1992) амерички је играч америчког фудбала који игра на позицији вајд рисивера. Тренутно наступа за екипу Питсбург стилерса у НФЛ лиги.
Играо је колеџ фудбал на Универзитету Јужне Калифорније, након чега је изабран од стране Питсбург стилерса у другој рунди НФЛ драфта 2017. године.   

## Почеци
Смит је похађао Лонг Бич Политехничку школу у Калифорнији где је играо на позицији вајд рисивера и сејфтија за школски тим америчког фудбала Џекребитсе. Уписује Универзитет Јужне Калифорније да би играо колеџ фудбал.

## Колеџ каријера
У свом првом мечу Смит је имао 123 јарда хватањем против Државног универзитета Калифорније. 2014. сезону завршава са 54 хватања за 724 јарда и 5 тачдауна. Као студент друге године у 2015. години Шустер је играо 14 утакмица, са рекордних 1454 јарда хватањем и 10 тачдауна.Као јуниор у 2016. години, играо је 13 мечева са 914 јарди хватањем и 10 тачдауна. После 2016. године одлучује да напусти колеџ фудбал и конкурише за НФЛ драфт 2017..

## Професионална каријера
Смит-Шустер добија позив на НФЛ комбајн на ком је извео скоро све тестове. Био је рангиран као четврти најбољи вајд ресивер од стране ЕСПН-а.

### Драфт камп 2017. и мерења
| Висина = 186 | Тежина = 98 | 40 јарди спринт = 4,54 | Скок у вис= 85 cm | Скок у даљ = 3,12 m | Бенч = 15 | Распон руку = 0,84 m | Величина шаке = 10.5 |

## 2017. сезона
Дана 17. маја 2017, потписује уговор од 4,19 милиона долара на четири године, са гарантованих 1,84 милиона и бонус склапања уговора од 1,19 милиона долара. На свом дебитантском наступу за Питсбург стилерсе у утакмици против Кливленд браунса бележи своју прву победу. У том тренутку био је најмлађи играч НФЛ-а. У другој недељи Шустер је забележио своје прво хватање и тачдаун, на утакмици са Минесота вајкингсима где Стилерси односе још једну победу резултатом 26-9. Шустер постаје најмлађи играч који постиже тачдаун после Ерниа Хербера, који је био 60 дана млађи када је постигао свој први тачдаун у 1930. години. За време седме недеље Смит-Шустер хвата свој трећи тачдаун и постаје први играч у историји да постигне три тачдауна пре своје 21. године. 29. октобра 2017. године Смит-Шустер је одриграо фантастичну утакмицу у којој је имао 7 хватања за 193 јарда и постигао тачдаун од 93 јарда у победи над Детроит лајонсима. Тачдаун од 93 јарди је такође највећи пас у Питсбург стилерса икада, као и највећи пас у 2017. НФЛ сезони. Проглашен је за најбољег играча 8. недеље. 5. децембра Шустер је суспендован да игра у следећој утакмици након неспортског фаула над Вонтезу Бурфикту. У 13. недељи. У 17. недељи је имао девет хватања за 143 јарди и једнан тачдаун у утакмици са Клибленд Браунсима. Након утакмице Смит-Шустер је постао најмађи играч да постигне више од 1000 јарди у сезони. Сезону је завршио са 58 хватања за 917 јарди и седам тачдауна. Стилерси су завршили сезону након пораза у утакмици са Џексонвил џагуарсима у плеј -офу.

## 2018. сезона
Смит-Шустер је током кампа заједно са Антонио Браун постављен за стартног вајд рисивера Стилерса. Сезону је започео са 9 хватање за 116 јарди у мечу са Кливленд браунсима. Одличну игру наставио је у мечу са Канзас Сити чифсима, а упркос поразу резултатом 42-37, имао је 13 хватања за 121 јард и тачдаун. Смит-Шустер је 25. новембра 2018. оборио још један НФЛ рекорд, поставши први играч да оствари два тачдауна за више од 97 јарди, у поразу од Денвер бронкоса. Током 16. недеље Смит-Шустер је остварио 115 јарди хватањем, међутим након губитка лопте, довео је свој тим до пораза, у мечу са Њу Орлеанс сејнтсима. Пораз у одлучујућем мечу био је главни разлог пропуштеног доигравања. Шустер је од стране својих саиграча проглашен за играча тима у 2018. сезони са рекордних 111 хватања за 1426 јарда. Смит-Шустер је играо у Про-Боулу након што је Антонио Браун изјавио да ће пропустити утакмицу због повреде.